# Apostelkirche (Ludwigshafen am Rhein)

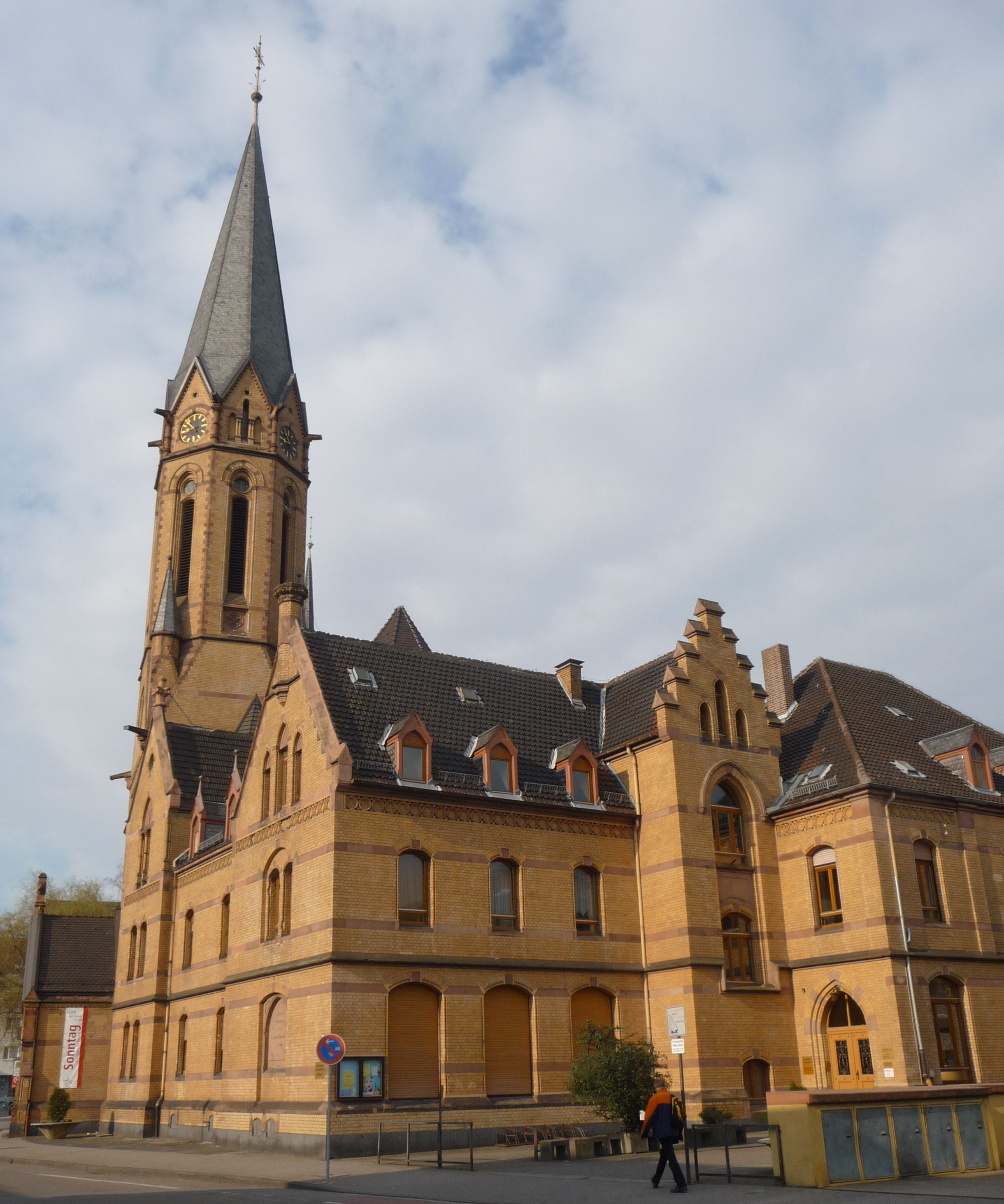
Apostelkirche

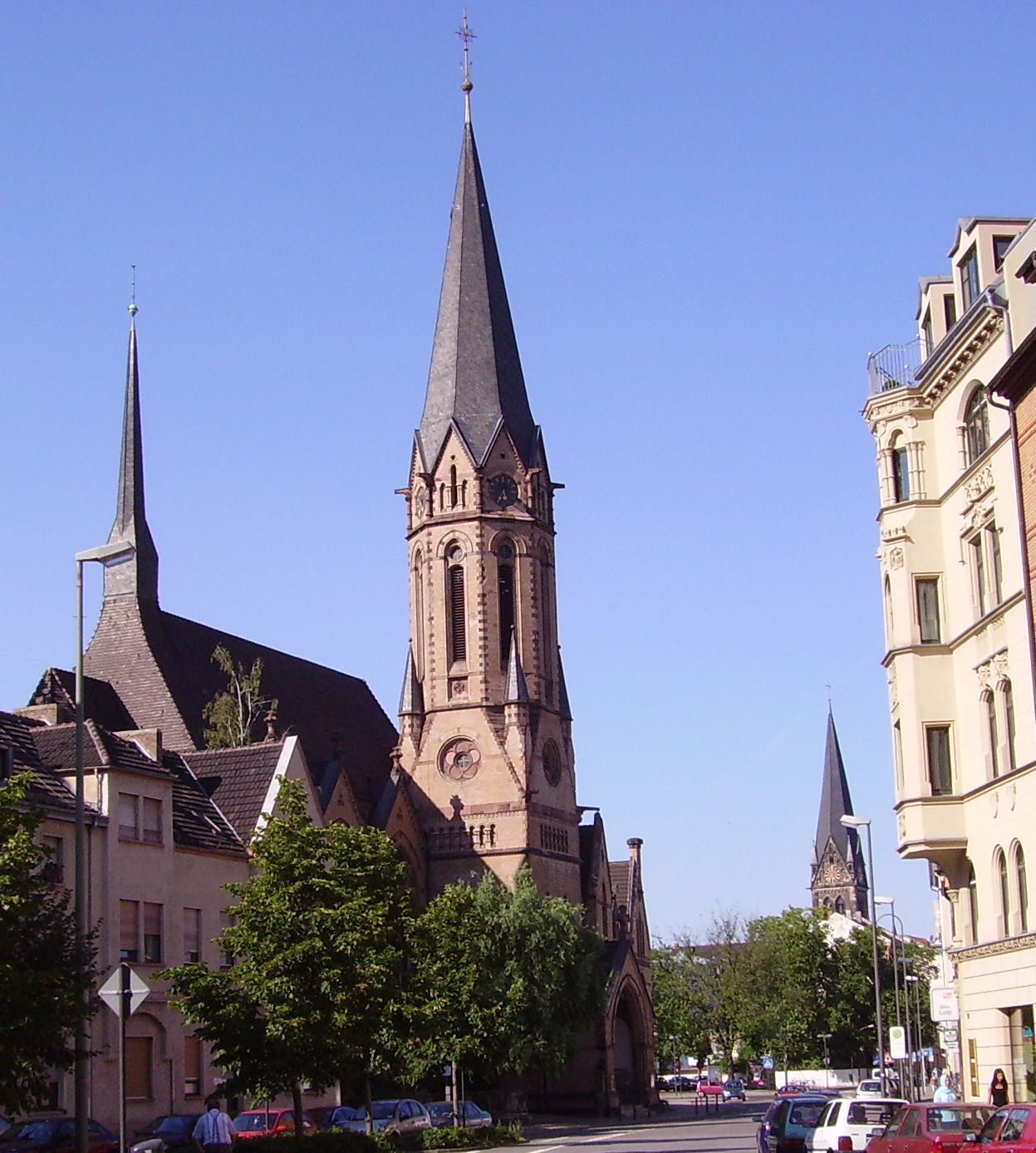
Kirche im Stadtensemble

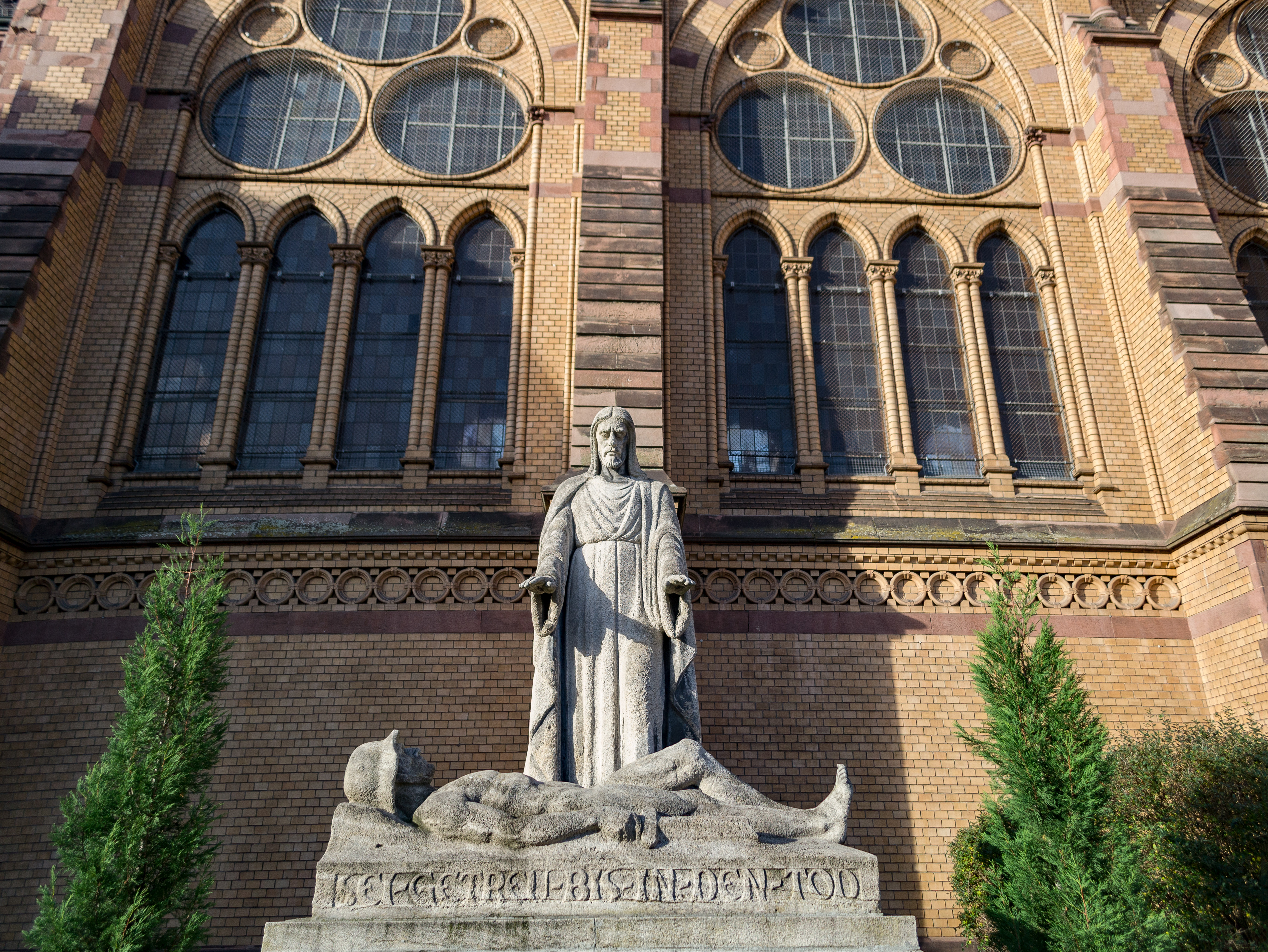
Denkmal

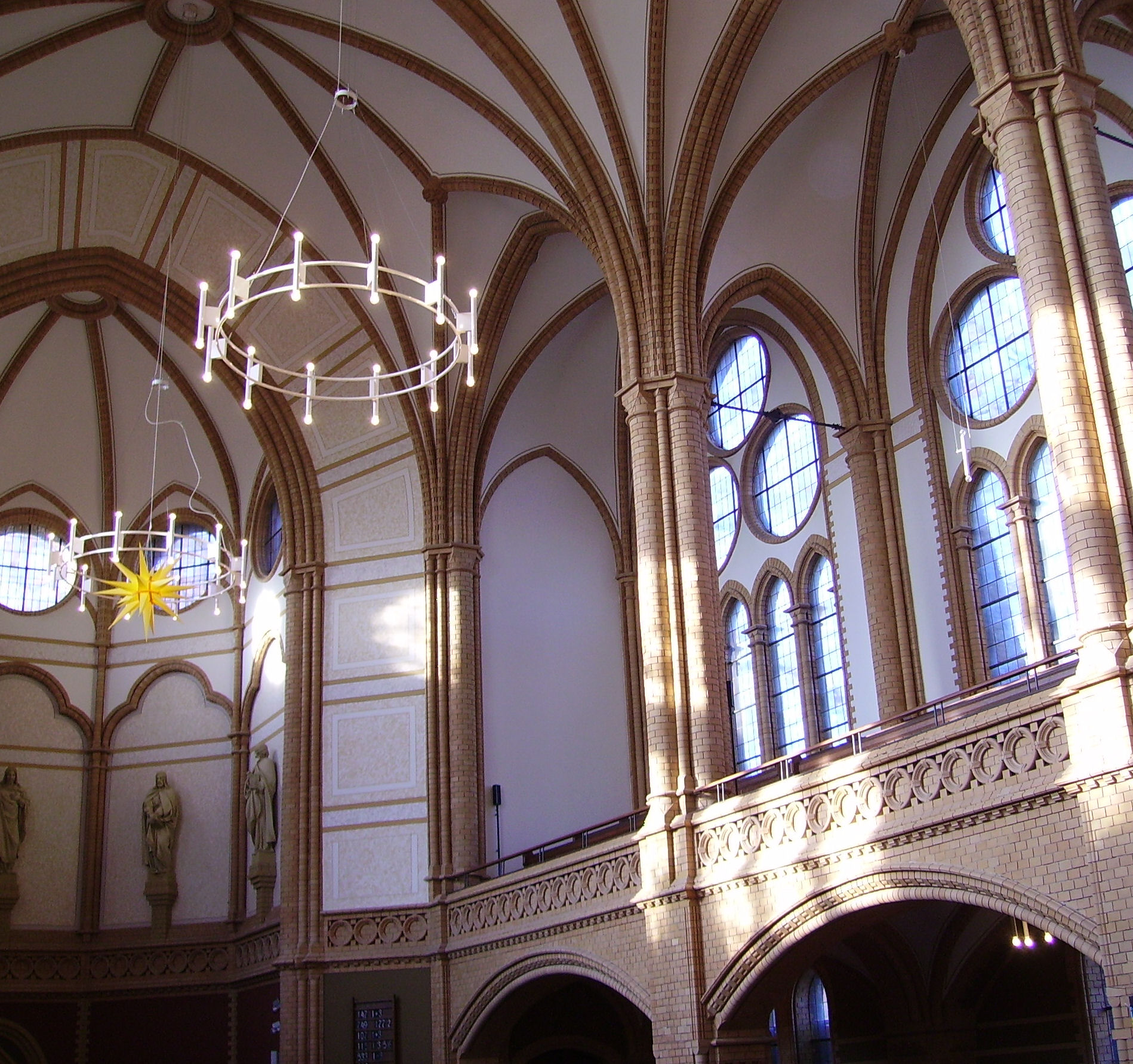
Innenraum

Die Apostelkirche ist eine evangelische Kirche im Stadtteil Hemshof der Stadt Ludwigshafen am Rhein.

## Geschichte
Der Kirchenbau wurde in den Jahren 1892 bis 1894 nach Plänen des Berliner Architekten Johannes Otzen im frühgotischen Stil in Ziegelmauerwerk errichtet. Die Bauausführung erfolgte durch die Bauunternehmung Gebr. Hoffmann in Ludwigshafen. Am 28. Oktober 1894 fand die Einweihung statt. Die erste Orgel lieferte die Orgelbaufirma Sauer in Frankfurt an der Oder. Erst 1919 erhielt die Kirche den Namen Apostelkirche. Sie steht unter Denkmalschutz.
Die Apostelkirchgemeinde entstand als Tochtergemeinde der protestantischen Pfarre I (der späteren Lutherkirche). Am 20. April 1895 wurde sie von dieser abgetrennt und unter der Leitung des bisherigen Pfarrers von Oggersheim, Johann Georg Bickes, als eigene Pfarrstelle für die nördlich der Bahnlinie Ludwigshafen-Neustadt gelegenen Stadtteile verselbständigt. Dem ersten Presbyterium gehörte unter anderem der Chemiker Heinrich von Brunck (BASF) an. Heute gehört die Apostelkirche zur Jona Kirchengemeinde, die die Stadtteile Hemshof, Mitte und West umfasst.
Im September 1921 wurde die Kirche durch eine große Explosion des Oppauer Stickstoffwerks der BASF beschädigt, das Dach und die Glasfenster wurden zerstört. Auch der Zweite Weltkrieg hinterließ seine Spuren, durch Druckwellen detonierender Bomben in der unmittelbaren Umgebung wurden die Fassade und erneut die Fenster in Mitleidenschaft gezogen, das Pfarrhaus schwer beschädigt. Eine weitere Explosion richtete 1948 Schaden an. Die Kirche wurde schließlich 1951 umfangreich restauriert.
Das vor der Kirche stehende Denkmal wurde am Ostersonntag 1926 eingeweiht. Es steht für die 470 Gefallenen und Vermissten des Ersten Weltkriegs aus der Protestantischen Kirchengemeinde. Der Hemshöfer Bildhauer Theodor Joanni erschuf das Denkmal, welches bis heute von der Betroffenheit des Stadtteils vom Weltkrieg zeugt.
1994 wurde die Kirche denkmalgerecht restauriert, allerdings ohne eine Wiederherstellung der originalen Ausmalung. Die Apostelkirche ist heute der am besten erhaltene evangelische Kirchenbau aus der Zeit vor dem Ersten Weltkrieg in Ludwigshafen und für die Stadt ein Baudenkmal ersten Ranges.

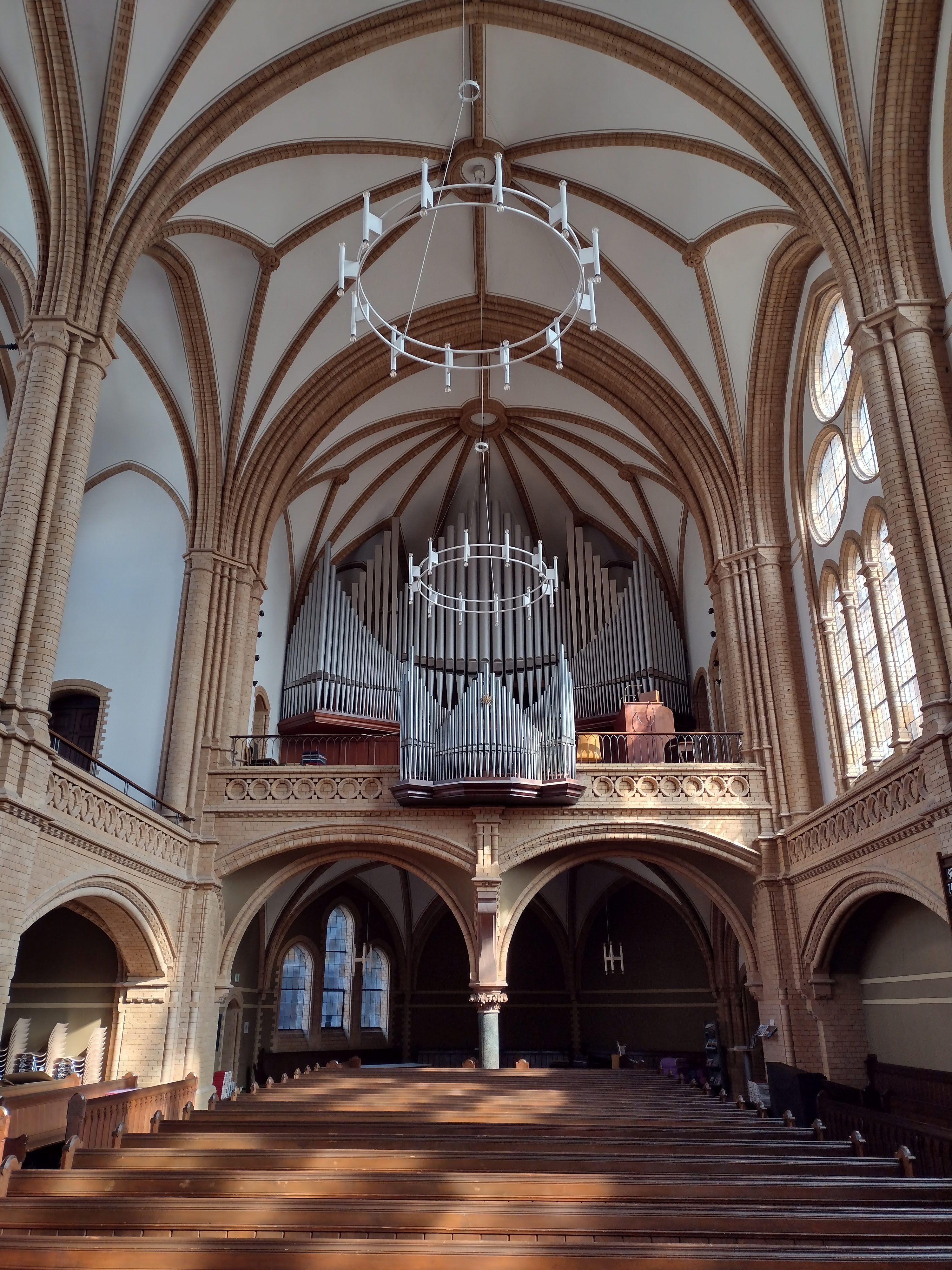
Steinmeyer-Orgel

## Orgel
Die erste Orgel der Apostelkirche wurde 1894 von dem Orgelbauer Wilhelm Sauer (Frankfurt/Oder) erbaut. Das Instrument hatte 24, bzw. später 30 Register auf zwei Manualen und Pedal. 1952 baute der Orgelbauer Steinmeyer ein neues Instrument mit 39 Registern auf drei Manualen und Pedal und einem Freipfeifenprospekt. Das Instrument hat heute 45 Register (darunter zwei Pedaltransmissionen) und 2 Effektregister auf drei Manualen und Pedal.
| I Rückpositiv C–g3 |                 |       |
| 1.                 | Singend Gedackt | 8′    |
| 2.                 | Quintade        | 8′    |
| 3.                 | Prästant        | 4′    |
| 4.                 | Hohlflaut       | 4′    |
| 5.                 | Blockflöte      | 2′    |
| 6.                 | Quint           | 1 ⁄3′ |
| 7.                 | Cymbel IV       | 1⁄2′  |
| 8.                 | Krummhorn       | 8′    |
|                    | Tremulant       |       |
|                    | Cymbelstern     |       |

| II Hauptwerk C–g3 |               |       |     |
| 9.                | Gedacktpommer | 16′   |     |
| 10.               | Prästant      | 8′    |     |
| 11.               | Rohrflöte     | 8′    |     |
| 12.               | Gambe         | 8′    | (n) |
| 13.               | Octav         | 4′    |     |
| 14.               | Spillpfeife   | 4′    |     |
| 15.               | Quint         | 2 ⁄3′ |     |
| 16.               | Waldflöte     | 2′    |     |
| 17.               | Mixtur IV-VI  | 1 ⁄3′ |     |
| 18.               | Cornett V     | 8′    |     |
| 19.               | Trompete      | 8′    |     |
| 20.               | Clarine       | 4′    | (n) |

| III Schwellwerk C–g3 |                 |        |     |
| 21.                  | Dulzian         | 16′    |     |
| 22.                  | Holzflöte       | 8′     |     |
| 23.                  | Salizional      | 8′     |     |
| 24.                  | Ital. Prinzipal | 4′     |     |
| 25.                  | Koppelflöte     | 4′     |     |
| 26.                  | Rohrnasat       | 2 ⁄3′  |     |
| 27.                  | Octav           | 2′     |     |
| 28.                  | Nachthorn       | 2′     |     |
| 29.                  | Terz            | 1 3⁄5′ |     |
| 30.                  | Scharff V       | 1′     |     |
| 31.                  | Trompete        | 8′     | (n) |
| 32.                  | Trechterregal   | 8′     |     |
| 33.                  | Rohrschalmei    | 4′     |     |
|                      | Tremulant       |        |     |

| Pedalwerk C–f1 |                      |       |
| 34.            | Prinzipalbass        | 16′   |
| 35.            | Subbass              | 16′   |
| 36.            | Pommerbass (= Nr. 9) | 16′   |
| 37.            | Octavbass            | 8′    |
| 38.            | Gemshorn             | 8′    |
| 39.            | Dolkan               | 4′    |
| 40.            | Singend Cornett      | 2′    |
| 41.            | Rohrflöte            | 2′    |
| 42.            | Mixturbass V         | 2 ⁄3′ |
| 43.            | Posaune              | 16′   |
| 44.            | Trompete (= Nr. 19)  | 8′    |
| 45.            | Kopftrompete         | 4′    |

- Koppeln: I/II, II/I, III/I, III/II, I/P (auch als Superoktavkoppel), II/P, III/P
- Anmerkung

(n) = nachträglich (1994) hinzugefügtes Register

## Glocken
Im Turm der Apostelkirche befinden sich 4 Glocken, die 1959 von der Glockengießerei Rincker (Sinn, Lahn) gegossen wurden. Es ist das dritte Geläut, die beiden Vorgängergeläute mussten jeweils zu Kriegszwecken abgegeben werden.
| Nr. | Name             | Gussjahr | Gießer, Gussort      | Ø (cm) | Gewicht (kg) | Nominal | Inschrift, Zier                                                        |
| --- | ---------------- | -------- | -------------------- | ------ | ------------ | ------- | ---------------------------------------------------------------------- |
| 1   | Totenglocke      | 1959     | Rincker (Sinn, Lahn) |        | 1652         | des1    | Habt Frieden untereinander (Markus 9,50) Symbole: ChiRho-Kreuz, Tauben |
| 2   | Vaterunserglocke | 1959     | Rincker (Sinn, Lahn) |        | 913          | f1      | Seid fröhlich in Hoffnung. (Röm12,12) Symbol: Kreuz                    |
| 3   | Hochzeitsglocke  | 1959     | Rincker (Sinn, Lahn) |        | 558          | as1     | Bleibt in meiner Liebe. (Joh 15,9) Symbol: Lutherrose                  |
| 4   | Taufglocke       | 1959     | Rincker (Sinn, Lahn) |        | 398          | b1      | Seid fest im Glauben. (Kolosser 2,7) Symbol: Anker-Kreuz               |